# گل‌شکاف
گُل‌شکاف (نام علمی: Diglossa) نام یک سرده از پرندگان تیره فرخُندگان (Thraupidae) است. 
سرده گل‌شکاف به همراه سرده دیگری به نام گل‌شکاف‌های آبی‌فام (Diglossopis) گروهی را تشکیل می‌دهند که اعضایش به گُل‌شکاف معروفند زیرا این پرندگان عادت دارند پایین ساقه گل‌ها را شکافته و سوراخ کنند و شهد را از آن به بیرون بکشند. گل‌شکاف‌ها این کار را به وسیلهٔ نوک‌های خود که به این منظور تغییرشکل زیادی یافته انجام می‌دهند.
بیشتر اعضای سرده گل‌شکاف در ارتفاعات آمریکا جنوبی و به‌ویژه در کوه‌های آند زندگی می‌کنند اما دو گونه از آن‌ها در آمریکای مرکزی نیز یافت می‌شوند.

## فهرست گونه‌ها
- گل‌شکاف شکم‌دارچینی، Diglossa baritula
- گل‌شکاف سنگ‌لوحی، Diglossa plumbea
- گل‌شکاف زنگاری، Diglossa sittoides
- گل‌شکاف ونزوئلایی، Diglossa venezuelensis
- گل‌شکاف شکم‌بلوطی، Diglossa gloriosissima
- گل‌شکاف پهلوسفید، Diglossa albilatera
- گل‌شکاف براق، Diglossa lafresnayii
- گل‌شکاف سبیل‌دار، Diglossa mystacalis
- گل‌شکاف مریدا، Diglossa gloriosa
- گل‌شکاف سیاه، Diglossa humeralis
- گل‌شکاف گلوسیاه، Diglossa brunneiventris
- گل‌شکاف شکم‌خاکستری، Diglossa carbonaria
- گل‌شکاف پولک‌دار، Diglossa duidae
- گل‌شکاف بزرگ، Diglossa major
- گل‌شکاف نیلی، Diglossa indigotica
- گل‌شکاف سرمه‌ای، Diglossa glauca
- گل‌شکاف آبی‌رنگ، Diglossa caerulescens
- گل‌شکاف نقاب‌دار، Diglossa cyanea